# Notoro (Schiff)
Die Notoro (japanisch 能登呂) war ein Versorgungsschiff der Kaiserlich Japanischen Marine, dass 1920 in Dienst gestellt wurde. 1924 wurde das Schiff auf der Marinewerft Sasebo in einen Seeflugzeugträger umgebaut und 1941 wieder in ein Versorgungsschiff. Während der Kämpfe nach dem Zwischenfall von Shanghai im Januar 1932 brachte sie Truppen nach Shanghai. Außerdem wurde sie auch im Zweiten Japanisch-Chinesischen Krieg ab 1937 eingesetzt. Am 9. Januar und am 20. September 1943, wurde sie durch Unterseeboote der US Navy beschädigt, kehrte aber nach den nötigen Reparaturen in den Dienst zurück. Am 29. Juni 1944 wurde sie von zwei Torpedos der USS Flasher (SS-249) getroffen. Während sie in Singapur repariert wurde, wurde die Notoro am 5. November 1944 von Bomben aus Boeing B-29 Bombern getroffen. Bis zum Kriegsende wurden keine Reparaturen mehr ausgeführt und die Notoro wurde 1947 aus der Schiffsliste gestrichen.

## Notoroals Seeflugzeugträger (1924 to 1941)

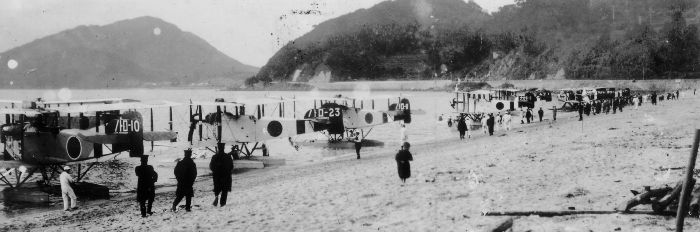
Neun Yokosuka E1Y 1927 am Tonomi Beach (富海), östlich Hōfu in der Präfektur Yamaguchi. Der Code am Heck der Flugzeuge zeigt, dass sie zur Notoro gehören.

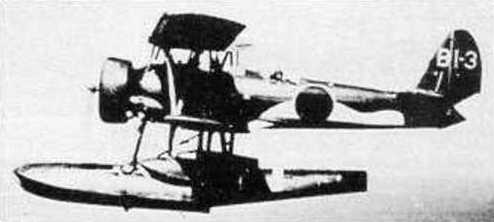
Nakajima E8N Wasserflugzeuge operierten während des Zweiten Chinesisch-Japanischen Krieges von der Notoro

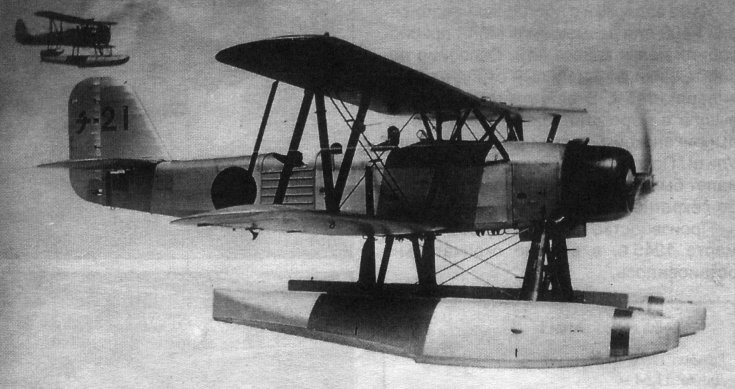
Kawanishi E7K

Die Notoro war das zweite Schiff der Notoro-Klasse, das in Dienst gestellt wurde. Sie wurde als Versorger mit einer Tragfähigkeit von 8.000 Tonnen Treiböl fertiggestellt, aber schon kurze Zeit später wurde beschlossen, sie zu einem Seeflugzeugträger umzubauen. Am 1. Juni 1924 war der Umbau auf der Marinewerft in Sasebo fertiggestellt. Als Seeflugzeugträger konnte die Notoro bis zu acht Flugzeuge (sechs flugfähige und zwei zerlegte Reserveflugzeuge) vom Typ Yokosuka E1Y aufnehmen. Die Notoro hatte kein Katapult, die Flugzeuge starteten vom Wasser aus, nachdem sie mit einem Kran abgeladen worden waren. Trotz des Umbaus konnte die Notoro weiterhin als Versorger operieren. Am 1. Dezember 1925 wurde sie der Kombinierten Flotte unterstellt.
Am 5. September 1931 ereignete sich eine Explosion an Bord der Notoro während sie im Hafen von Yokohama lag. Die Explosion forderte 10 Tote, beschädigte einige E1Y1 Flugzeuge und zerstörte Flugtreibstofftanks.
Ab 1932 war die Notoro an den Operationen gegen China beteiligt, allerdings ohne der Kombinierten Flotte anzugehören. Am 28. Januar 1932 lief sie, von der Ryojun Marinebasis auf der Halbinsel Lüshunkou kommend in Shanghai ein. Die gespannte Lage dort kulminierte im sogenannten „Zwischenfall von Shanghai“. In der Nacht vom 28. auf den 29. Januar warfen Wasserflugzeuge der Notoro Leuchtraketen ab, um Demonstranten der chinesischen Opposition abzuschrecken. Am nächsten Tag ankerte die Notoro im Jangtsekiang und sandte einige ihrer E1Y3 Wasserflugzeuge gegen Ziele in Shanghai. Trotz nebligen Wetters griffen die Flugzeuge Ziele im Stadtteil Zhabei, Artilleriestellungen außerhalb der Stadt und einen Panzerzug im Nordbahnhof von Shanghai an. Es gab bei diesen Angriffen zivile Opfer, was für Empörung in China sorgte.
Am 11. Mai 1932 wurde die Notoro wieder der Kombinierten Flotte unterstellt und die Flugzeugausstattung wurde auf dreisitzige Wasserflugzeuge vom Typ Yokosuka E5Y geändert.
Am 2. Oktober 1937 bekam die Notoro Nakajima E8N Wasserflugzeuge von der 23. Aufklärungsgruppe, die von dem U-Boot Tender Taigei an die südchinesische Küste transportiert worden waren.
Am 24. Februar 1938 starteten fünf E8N2 von der Notoro und acht E8N2 vom Mutterschiff Kinugasa Maru um Nanxiong in der chinesischen Provinz Guangdong anzugreifen. Einige E8N2 trugen Bomben, andere flogen als Eskorte nur mit ihren zwei Maschinengewehren (eins starr nach vorn, das zweite beweglich am zweiten Cockpit) bewaffnet. Über dem Ziel trafen sie auf zwölf Gloster Gladiator vom 28. und 29. chinesischen Jagdgeschwader. Mehrere E8N wurden beschädigt, zwei stürzten auf dem Rückweg mit ihren Crews ab, eins von der Notoro. Eine andere E8N2 mit dem Code 13-1 von der Notoro mit einem toten Beobachter, wurde nach einer Notlandung abgeschrieben. Eine weitere kehrte ebenfalls mit einem toten Besatzungsmitglied zurück. Notoro verlor zwei Flugzeuge und fünf Mann. Die Chinesen verloren 2 Gladiators mit ihren Piloten.

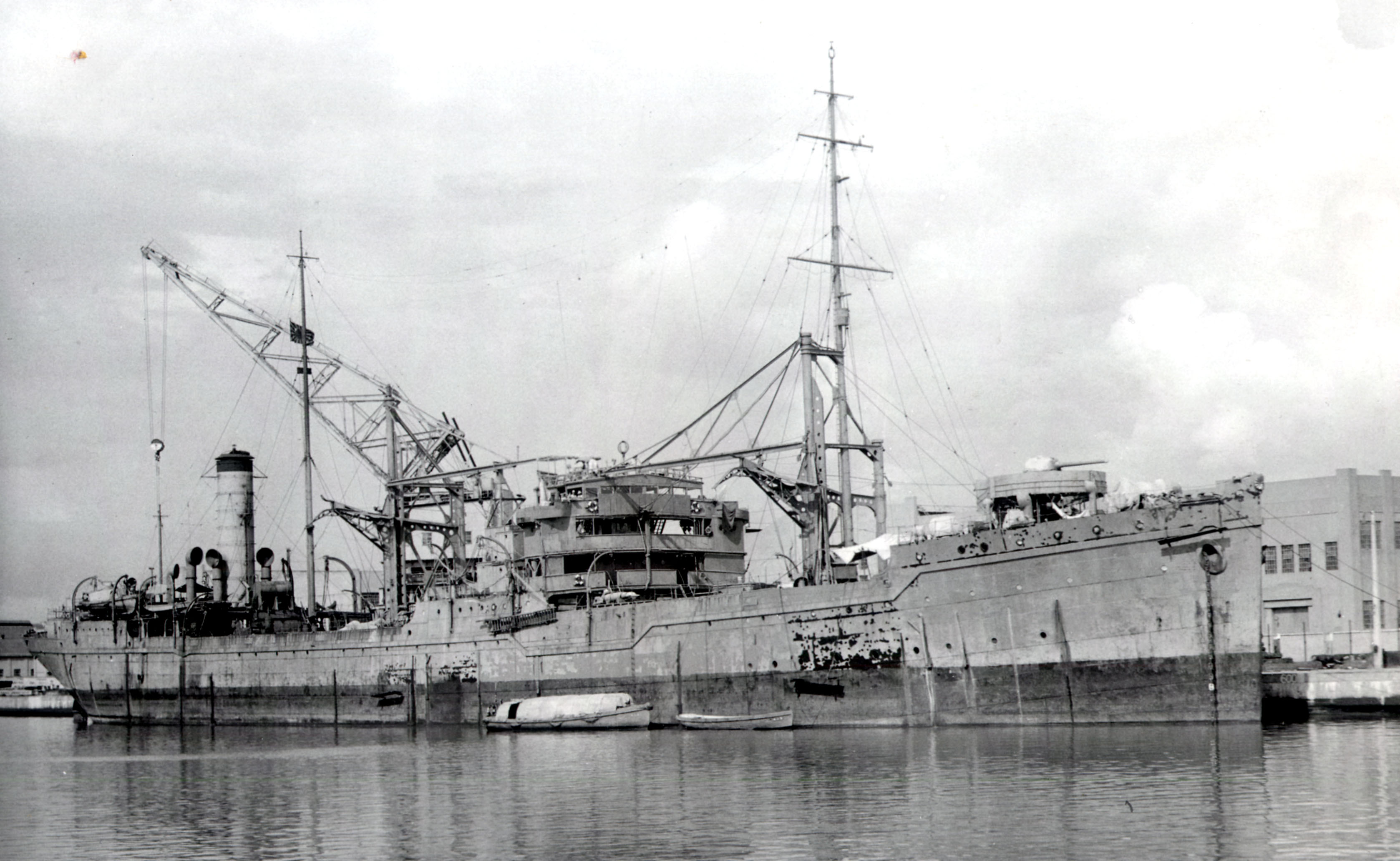
Notoro am 28. März 1943.

Am 24. Juli 1938 stellte die Notoro zusammen mit der Kamikawa Maru die Luftunterstützung für die Landung der 5. „Kaigun Tokubetsu Rikusentai“ (海軍特別陸戦隊), eine Spezialeinheit der japanischen Marine, als sie am Jangtsekiang landete. Zwischen dem 12. und 25. Oktober 1938 unterstützte die Notoro mit dem Seeflugzeugträger Kamoi und den Trägern Kaga, Sōryū und Ryūjō die japanische Offensive in der Guangdong Provinz, bei der Guangzhou am 21. Oktober von japanischen Truppen erobert wurde.

## Notoroals Versorger (1941 to 1945)
Durch die geplanten Invasionen im Südwesten des Pazifiks wurden von der Kaiserlichen Japanischen Marine Tanker benötigt, um Öl aus den zukünftig zu erobernden Gebieten in Niederländisch-Indien nach Japan zu transportieren. Deshalb wurde die Notoro wieder zu einem Tanker zurückgebaut.
Während des Pazifikkrieges fuhr die Notoro zwischen Japan und den japanischen Basen im Südwestpazifik und im Indischen Ozean hin und her. Am 9. Januar 1943 wurde sie zum Ziel für einen Angriff des U-Bootes USS Gar (SS-206) in der Straße von Makassar. Mindestens zwei der drei abgefeuerten Torpedos trafen die Notoro. Trotzdem konnte das Schiff sich nach Balikpapan auf Borneo retten, wo die nötigsten Reparaturen durchgeführt wurden. Dann setzte sie ihre Fahrt für weitere Reparaturen nach Singapur fort, wo sie am 31. Januar 1943 ankam.
Am 26. Mai 1943 fuhr die Notoro mit dem Konvoi No. 4526 von Truk in Richtung Yokosuka. Am 3. Juni wurde der Konvoi von dem US U-Boot Salmon (SS-182) angegriffen. Alle sieben abgefeuerten Torpedos gingen vorbei und der Konvoi blieb unbehelligt.
Am 20. September 1943 war die Notoro mit dem Konvoi No. 4920 von Truk nach Japan unterwegs. Kurz nachdem sie den Hafen verlassen hatte, wurde die Notoro von einem Torpedo der USS Haddock (SS-231) getroffen und musste umkehren. Die Reparaturen dauerten bis zum 24. Januar 1944.
Am Abend des 25. Juni 1944 fuhr die Notoro mit dem Konvoi MISHI-03 von Miri auf Borneo nach Singapur. Am 29. Juni feuerte die USS Flasher (SS-249) drei Torpedos auf die Notoro, mindestens zwei trafen und zwangen die Notoro zu stoppen. Die Notoro wurde dann zur Reparatur nach Singapur geschleppt, aber die Reparatur zog sich hin. Außerdem wurde sie, noch immer im 'King George VI Graving Dock', am 5. November durch einen schweren Luftangriff durch Boeing B-29 noch mehr beschädigt. Danach wurde das Schiff außer Dienst gestellt und diente bis Kriegsende als schwimmender Treibstofftank. 1947 wurde die Notoro von den Briten entweder abgewrackt oder als Wellenbrecher in der Nähe von Pulau Brani versenkt.
Am 3. Mai 1947 wurde die Notoro von der Schiffsliste der japanischen Marine gestrichen.

## Flugzeugkennung der Flugzeuge derNotoro
Flugzeuge, die von der Notoro aus operierten, waren am Heck mit einem Code gekennzeichnet. Der Code wurde bis zum Oktober 1937 aus drei Katakana-Schriftzeichen, die 'Notoro' bedeuteten und einer taktischen Nummer gebildet, z. B. ノ ト ロ (no to ro) 10. Der Code 'Notoro' wechselte während des Einsatzes einige Male, im Oktober 1937, wurde der Code in  13  geändert. Im Oktober 1941 war der Code in  Z1  geändert worden und im November des gleichen Jahres - kurz bevor das Schiff wieder zum Versorger umgebaut wurde und keine Flugzeuge mehr an Bord hatte, wurde der Code in  N2  geändert.

## Flugzeugbelegung derNotoro
Die Anzahl der Flugzeuge bis 1941 war wie folgt. (Die Anzahl der Flugzeuge sind reguläre + Reserveflugzeuge)
- 28. Juni 1927: 4+4 Yokosuka E1Y Aufklärer[3]
- 8. Mai 1929: 6+2 Yokosuka E1Y Aufklärer[4] (1 Yokosuka K1Y Trainingsflugzeug fix montiert auf der Außenseite, 1929)[5]
- 25. May 1932: Yokosuka E1Y3 4+2 & Yokosuka E5Y Aufklärer 2+1.[6]
- 1. November 1932: Yokosuka E1Y3, Yokosuka E5Y 3+1.[7]
- 30. Januar 1933: Yokosuka E1Y3, Yokosuka/Kawanishi E5Y/K 6+2.[8]
- 15. Oktober 1933: Nakajima E4N2 4+1.[9]
- 1. Mai 1934: E4N2 6+2.[10]

Nach Reparaturen im Jahre 1937, trug sie 4 Kawanishi E7K und 4 Nakajima E8N Aufklärungsflugzeuge.
Im Juli 1941 wurden ihre Flugzeuge an das Mutterschiff Fujikawa Maru abgegeben, und Fliegergruppe der Notoro wurde aufgelöst.

## Bewaffnung
Auf dem Papier gab es zwei einzelne 12 cm Geschütze und zwei einzelne 'Typ 3 8-cm-Flugabwehrkanonen, aber in Wirklichkeit waren nur 8 cm Geschütze vorne und hinten im Schiff installiert. Fotos aus der Zeit um 1938 zeigen, dass die vorderen und hinteren Batterien mit 8 cm Flugabwehrgeschützen ausgerüstet waren. Nach der Operation A-Go bestand die Bewaffnung aus zwei Typ 3 8 cm Flak, vier Typ 96 25-mm-Maschinenkanonen in Zwillingslafetten und zwei Typ 93 13 mm Schweren Maschinengewehren in Zwillingslafette.